# Valdeverdeja
Valdeverdeja – gmina w Hiszpanii, w prowincji Toledo, w Kastylii-La Mancha, o powierzchni 67,9 km². W 2011 roku gmina liczyła 719 mieszkańców.